# Gontenbad
Gontenbad ist eine Ortschaft, ein Weiler und eine Streusiedlung im Bezirk Gonten im Kanton Appenzell Innerrhoden in der Ostschweiz.
Gontenbad liegt zwischen Gonten und Appenzell und hat eine Haltestelle an der Bahnstrecke Gossau SG–Wasserauen der Appenzeller Bahnen.

## Geschichte
Der Weiler verdankt seine Entwicklung dem seit 1576 belegten Badebetrieb. 1682 wurde das Gontenbad erstmals in einer Chronik erwähnt. Im 18. und 19. Jahrhundert erreichte der Bäderbetrieb seinen Höhepunkt und es wurden entsprechende Bäderanlagen für die Gäste eingerichtet.
Nach der Einstellung des Badebetriebs 1933 entstand daraus ein Altersheim. Schon 1931 begann die Mineralquelle Gontenbad AG mit dem Verkauf von Alpstein-Sprudel und Appenzeller Citron. Seit 2013 bezeichnet sich das Unternehmen als Goba.
1994 wurde im «Büel» beim Gontenbad ein 9-Loch-Golfplatz mit Restaurant eröffnet, der sehr gut frequentiert und auf 18 Loch erweitert worden ist.

## Bilder

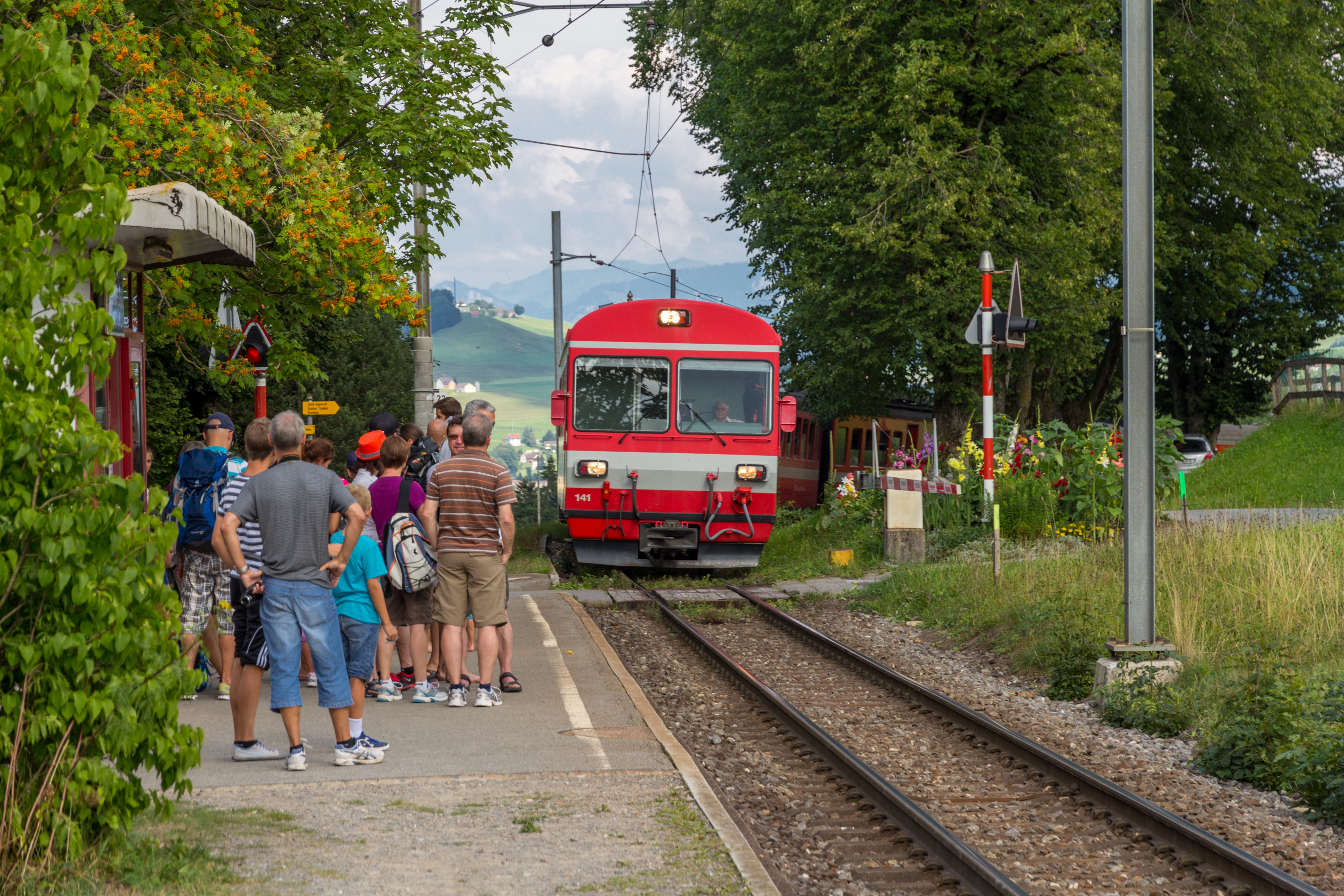
Bahnhof (Haltestelle) Gontenbad
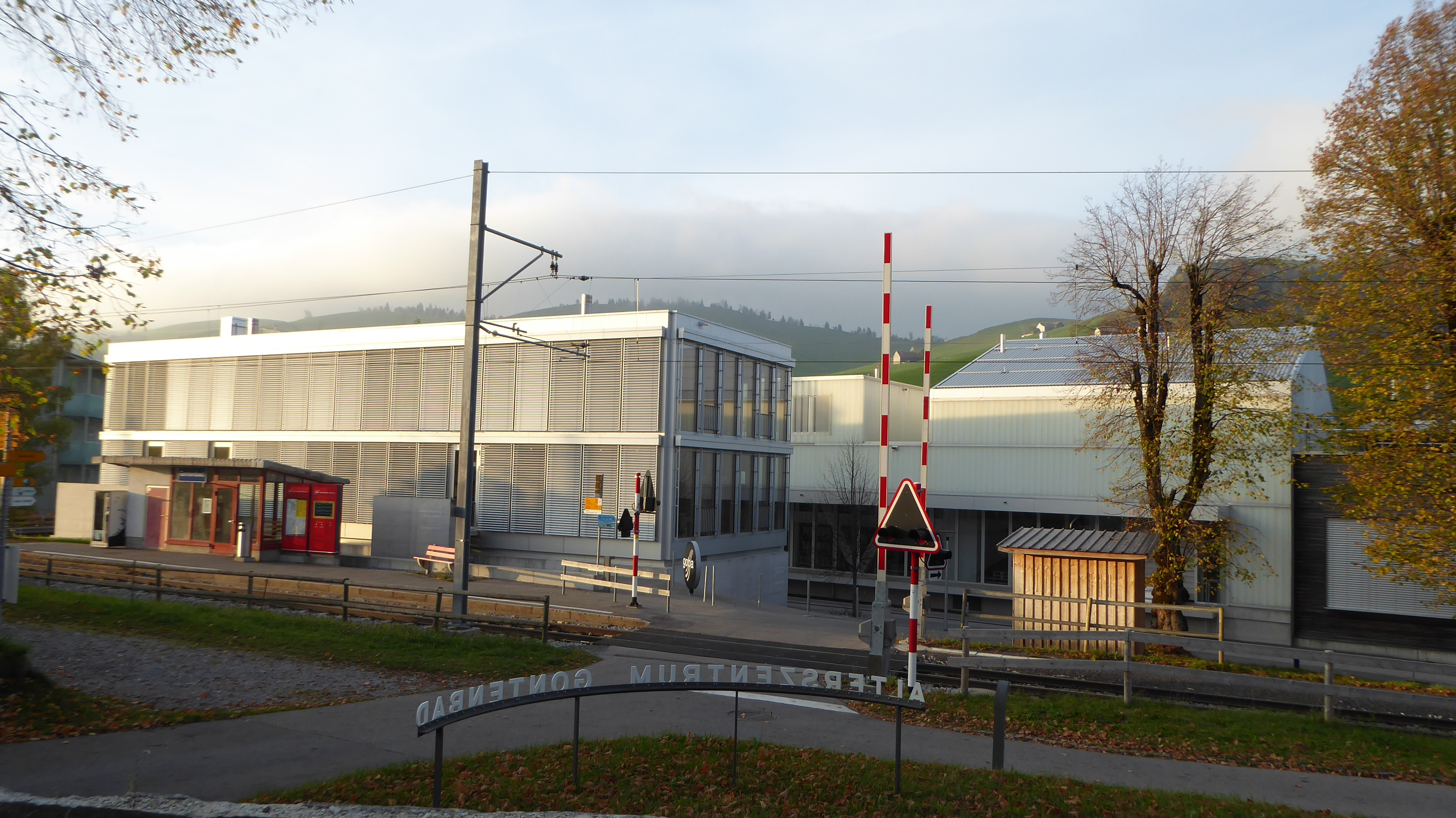
Produktionsgebäude der Goba, davor die Bahnhaltestelle Gontenbad
Das Gontenbad gegen die Hundwilerhöhe im 18. Jahrhundert
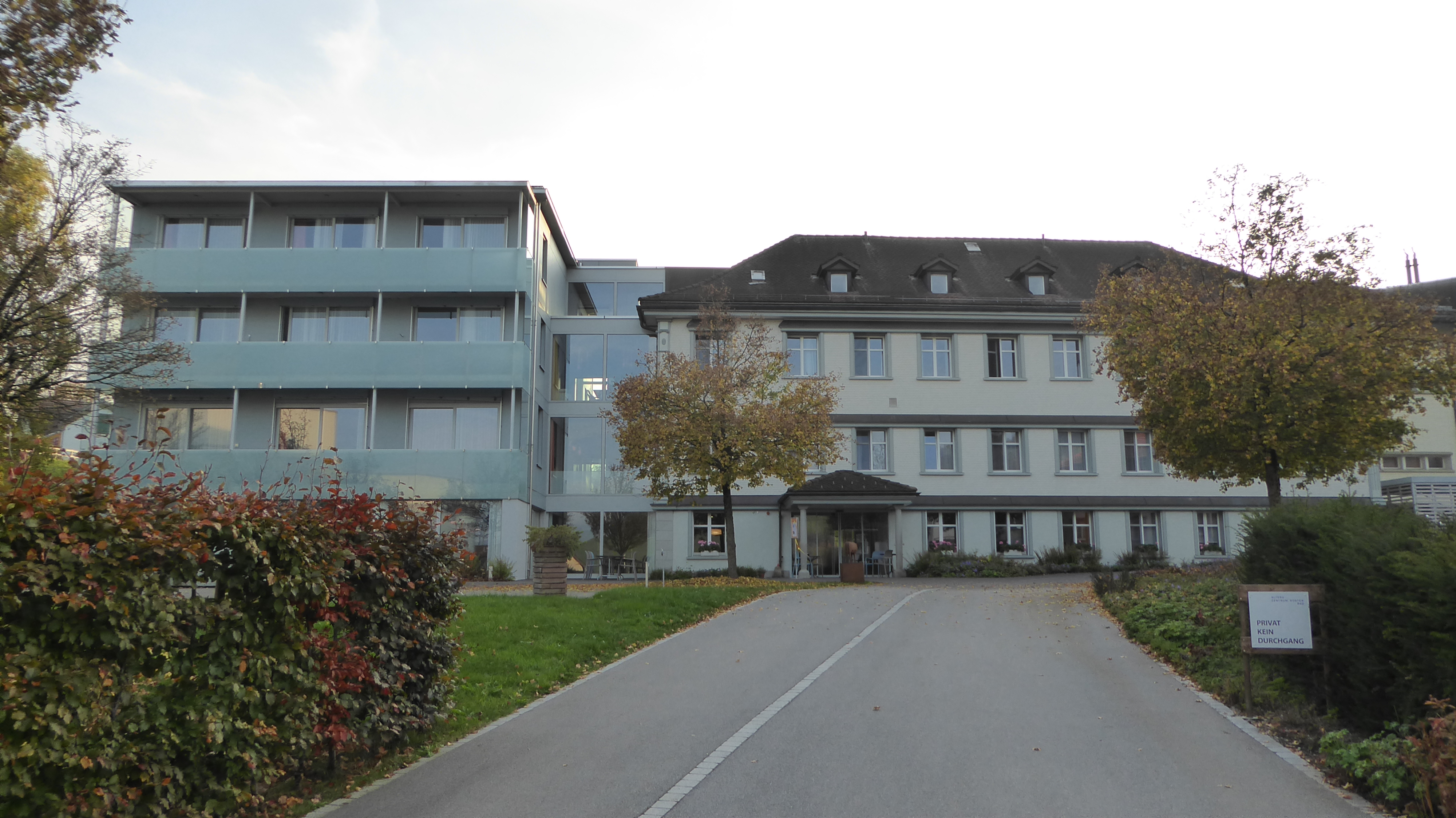
Alterszentrum Gontenbad
Gontenbad im Jahr 1954 in einer Luftaufnahme von Werner Friedli